# Anopheles latens
Anopheles latens är en tvåvingeart som beskrevs av Sallum och EL Peyton 2005. Anopheles latens ingår i släktet Anopheles och familjen stickmyggor. Inga underarter finns listade i Catalogue of Life.